# Лазар Бачић
Лазар Бачић (Јасеновац, 1865 — Јасеновац, после 1940) био је трговац, добротвор и национални радник.

## Биографија
Заједно с братом Јоцом водио је трговину у Јасеновцу и био је власник тамошње циглане. Био је члан Средишњег одбора Српске самосталне странке. Оженио се Драгицом Бачић рођеном Миковић с којом није имао деце.
Као истакнути национални радник био је изведен пред суд у Загребу као један од 53 Србина који су проглашени велеиздајницима. Проглашен је кривим и у тамници је провео 16 месеци, да би и после изласка из затвора, нарочито за време Првог светског рата, био непрекидно праћен као сумњиво лице.
Био је члан Управног одбора Пакрачке штедионице у Пакрацу и Српске задруге за промицање и штедњу у Окучанима, као и члан Надзорног одбора Српске кредитне задруге у Костајници и Српске штедионице као задруге у Новој Градишки. Био је члан Патроната Привредникових добротвора.
Заједно с братом заузимао се за збрињавање српске омладине, пославши Српском привредном друштву Привредник само из свог места 104 ђака за калфе. Поред редовних новчаних приноса, 1921. године поклонио је Привреднику своју двоспратнице с радњом у Загребу и 100.000 динара, чиме се уврстио међу највеће Привредникове добротворе.